# Neozygites lageniformis
Neozygites lageniformis är en svampart som först beskrevs av Roland Thaxter, och fick sitt nu gällande namn av Remaud. & S. Keller 1980. Neozygites lageniformis ingår i släktet Neozygites och familjen Neozygitaceae.   Inga underarter finns listade i Catalogue of Life.